# Сорокин, Виталий Андреевич
Вита́лий Андре́евич Соро́кин (25 ноября 1921, Орск, РСФСР — 14 ноября 1985, Орск, СССР) — советский военный лётчик, Герой Советского Союза.

## Биография
Родился в семье служащего. Закончил десять классов. Учился в аэроклубе. В 1940 году призван в Красную Армию.
Учился в Оренбургской военно-авиационной школе пилотов, где освоил самолёт Пе-2.
На фронт в ходе Великой Отечественной войны попал в мае 1943 года. Служил в 24-м бомбардировочном авиаполку (241-я бомбардировочная авиационная дивизия). Первый боевой вылет совершил 10 июля 1943 года, успешно отбомбившись по вражеской технике.
Уже через два месяца за боевые заслуги был награждён орденом Красной Звезды. Виталий Сорокин вместе с полком участвовал в Орловско-Курской, Севской, Речицко-Гомельской, Калинковичско-Мозырьской и Бобруйской боевых операциях. Стал командиром звена.
11 марта 1945 года вместе со всем полком получил приказ — разбомбить хорошо защищённый опорный пункт обороны противника в районе Штеттина. Для Сорокина это был 74-й боевой вылет. При подлёте к цели в его самолёт попал снаряд, осколками Виталий был ранен: один из осколков попал в правую ногу, другим перебило ладонь правой руки, лишив лётчика трёх пальцев. Однако Сорокин не вышел из боя, довёл самолёт до заданной цели и отбомбился.
Управляя одной рукой и истекая кровью, с помощью штурмана 40 минут Виталий вёл самолёт до аэродрома и успешно его посадил, после этого потерял сознание. После выхода из госпиталя в 1946 году по состоянию здоровья уволился из вооружённых сил.
Вернувшись в Орск, закончил Орский нефтяной техникум, работал в заводоуправлении нефтеперерабатывающего завода имени Чкалова. За трудовые заслуги был награждён орденом.
Участвовал в общественной деятельности, взаимодействовал с подшефной заводу школой № 30 города Орска.
Умер 14 ноября 1985 года. Его именем названа одна из улиц Орска.

## Награды
- Герой Советского Союза № 6148 (15 мая 1946 года);
- орден Ленина (15 мая 1946);
- орден Красного Знамени
- орден Отечественной войны 1 степени;
- орден Красной Звезды (1943);
- орден «Знак Почёта»;
- девять медалей.